# Mygind Sogn
Mygind Sogn er et sogn i Syddjurs Provsti (Århus Stift).
I 1800-tallet var Krogsbæk Sogn og Skørring Sogn annekser til Mygind Sogn. Alle 3 sogne hørte til Sønderhald Herred i Randers Amt. Mygind-Krogsbæk-Skørring sognekommune blev ved kommunalreformen i 1970 indlemmet i Rosenholm Kommune, som ved strukturreformen i 2007 indgik i Syddjurs Kommune.
I Mygind Sogn ligger Mygind Kirke.
I sognet findes følgende autoriserede stednavne:
- Mygind (bebyggelse, ejerlav)